# Жонзак
Жонза́к (фр. Jonzac) — коммуна во Франции, находится в регионе Пуату — Шаранта. Департамент коммуны — Шаранта Приморская. Входит в состав кантона Жонзак. Округ коммуны — Жонзак.
Код INSEE коммуны — 17197.

## Население
Население коммуны на 2010 год составляло 3480 человек.
| 1962 | 1968 | 1975 | 1982 | 1990 | 1999 | 2010 |
| ---- | ---- | ---- | ---- | ---- | ---- | ---- |
| 4020 | 4022 | 4306 | 4494 | 3998 | 3814 | 3480 |